# Jelení jazyk celolistý

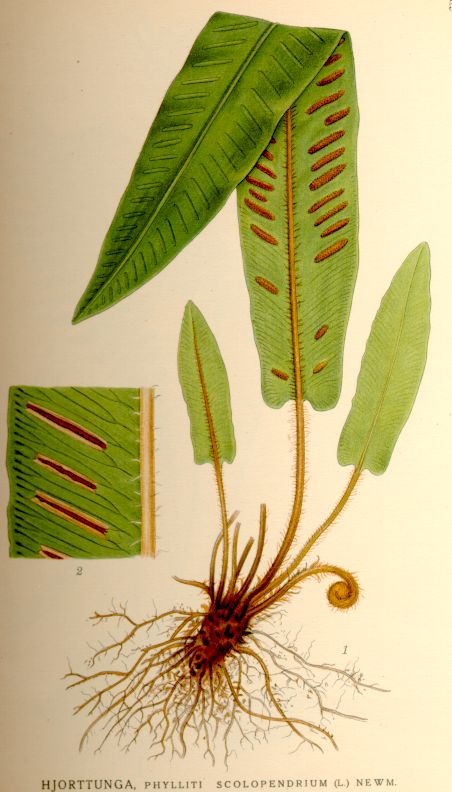
Jelení jazyk celolistý

Jelení jazyk celolistý (Asplenium scolopendrium, syn. Phyllitis scolopendrium) je menší druh kapradin z čeledi sleziníkovité (Aspleniaceae), který je někdy vyčleňován jako rod Phyllitis ze širšího rodu sleziník (Asplenium). Jedná se o vzácný druh kapradin, které se na území Česka vyskytují efemérně pouze v oblasti Moravského krasu a moravských Karpat a také ve starých brněnských opuštěných studnách. Kvůli svému kritickému ohrožení je řazen na Červený seznam ohrožených druhů společně s asi 1 500 dalšími druhy cévnatých rostlin rostoucích v Česku.
Dříve byla používána jako léčivka pro obsah tříslovin a slizů.

## Popis

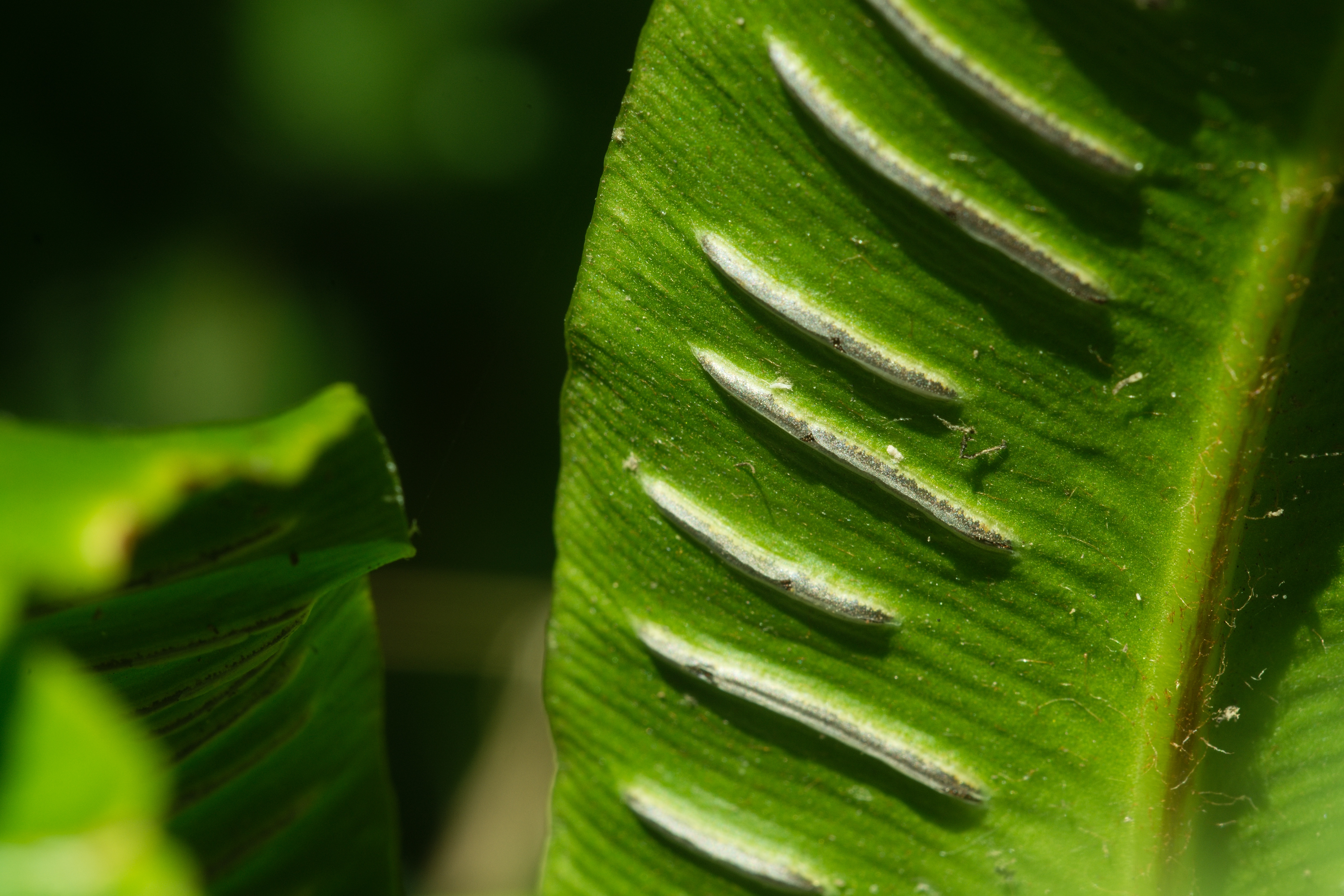
Kapradina jelení jazyk celolistý - spory

Oddenek je vystoupavý až přímý se svazčitými černohnědými kořeny. Vrchol oddenku společně s řapíky a mladými listy jsou hustě pokryty tmavě rezavými plevinami. Listy jsou celistvé a celokrajné, jimiž probíhají od středního žebra téměř pravoúhle odstávající žilky. Dosahují délky 15–60 cm, šířka listů je až 8 cm. Čepel je eliptická, listová báze má srdčitý případně srdčitě ouškatý tvar, na vrcholu je zašpičatělá. Typické je zvlnění čepele na okrajích.
Výtrusnicové kupky se tvoří v červenci až listopadu, jsou čárkovité, přiléhají na jednotlivé žilky. Jsou rezavě hnědé a nestejně dlouhé, často se vyskytují střídavě delší a kratší. Ostěry jsou bočně přirostlé podél kupek, jež tak kryjí shora i zdola. Výtrusy jsou na povrchu nepravidelně zbrázděné či hrbolaté.

## Stanoviště

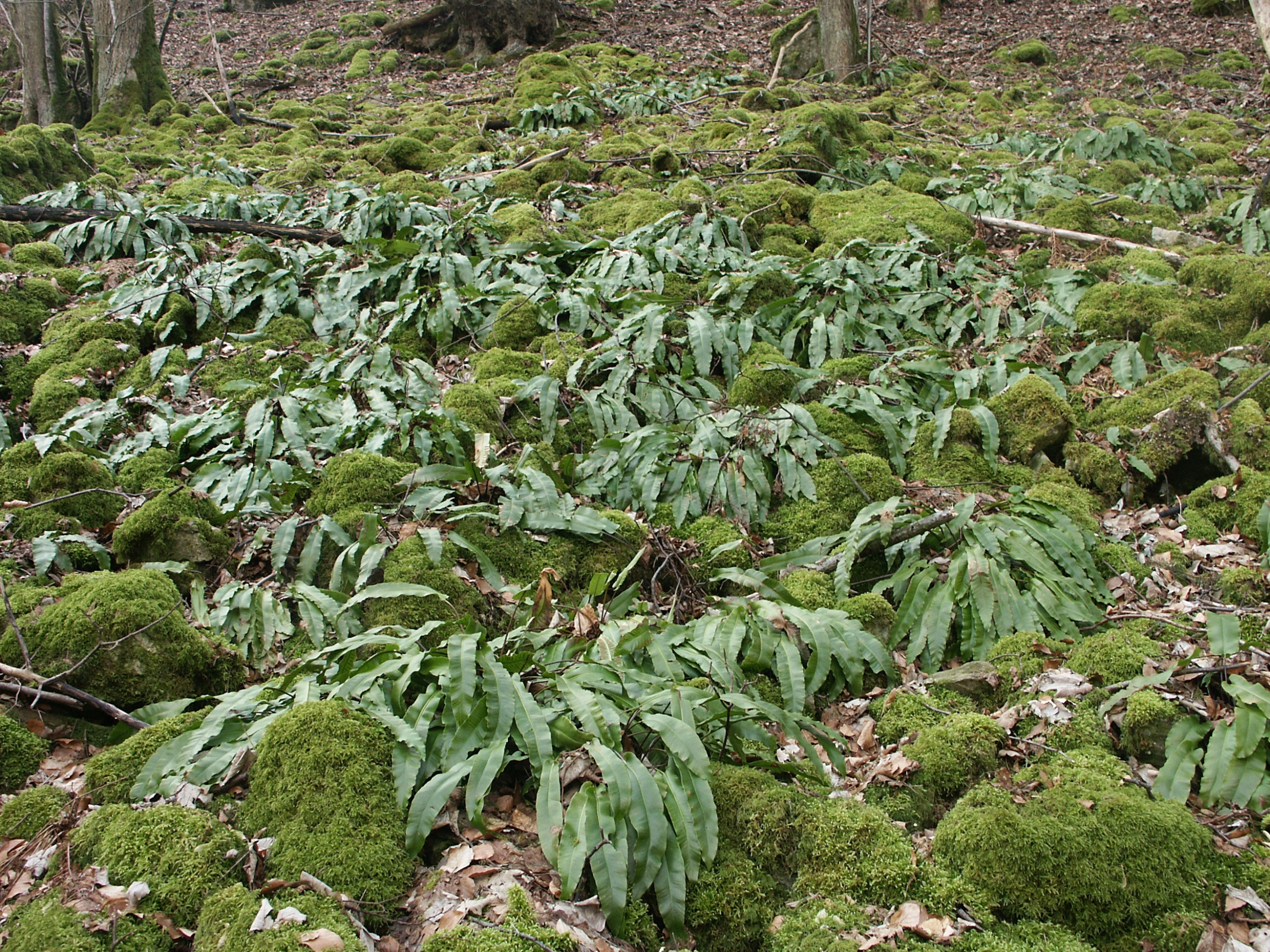
Jelení jazyk celolistý

Převážně zastíněné vlhké skály nebo vlhké listnaté lesy na sutích. Roste zejména na vápenci, na půdách rendzinového typu s bohatým obsahem humusu, ale také na nevápenných, živinami bohatších horninách. Zřídka se vyskytuje i na pískovci. Druhotně se s ním můžeme setkat na vlhkém zdivu a ve starých otevřených studnách. Jedná se o výrazně stínomilnou kapradinu s vysokými nároky na vzdušnou vlhkost.
Pěstuje se pro ozdobu ve stinných polohách.

## Rozšíření
Evropa – zejména západní a jižní, dále střední, v severní oblasti spíše ojediněle (Norsko, j. Švédsko), severní Afrika, Malá a střední Asie, severní Amerika. V České republice pouze vzácně na území Moravy – oblast Moravského krasu a moravských Karpat.

## Použití
Okrasná rostlina, trvalka, do výsadeb s kyselou humózní půdou, nejčastěji používána jako skalnička.

## Pěstování
Při pěstování preferuje stanoviště v polostínu nebo ve stínu na kyselém humózním substrátu s dostatečnou vlhkostí. Množení dělením nebo výtrusy. Byl také pěstován jako léčivka pro obsah tříslovin a slizů.